# Wladimir Stefanowitsch Litwinenko

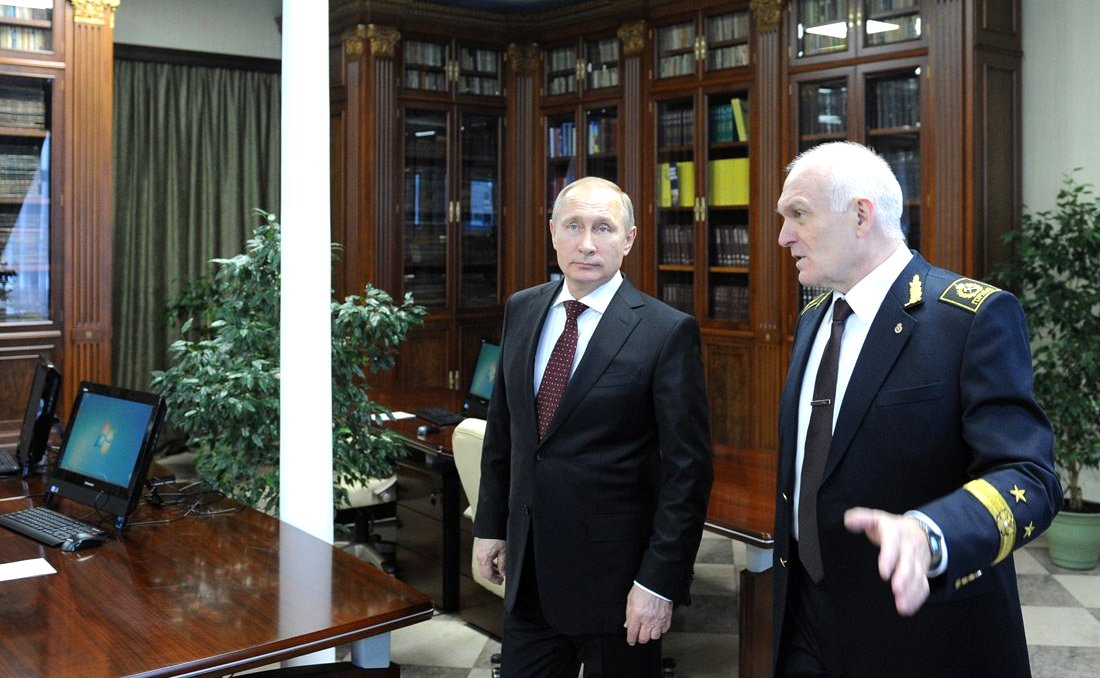
Litwinenko mit Putin

Wladimir Stefanowitsch Litwinenko (* 14. August 1955 in Nowoleninskoje, Region Krasnodar) ist ein sowjetischer und russischer Bergbauingenieur, Rektor der Bergbau-Universität Sankt Petersburg (seit 1994) und Spezialist für Brunnenbohrungen nach der Methode des Gesteinsschmelzens sowie Politiker und Leiter der Wahlkampagnen von Wladimir Putin.

## Biografie
Geboren wurde Wladimir Stefanowitsch Litwinenko am 14. August 1955 in der Kolchose Nowoleninskoje, Region Krasnodar. Sein Vater arbeitete dort als Schmied, die Mutter auf der Kolchose. Nach anderen Angaben wurde er in Timaschewsk geboren. Er absolvierte die achtjährige Schule im Dorf Bolschaja Chwoschtschewatka in der Oblast Woronesch. Das Abitur legte er an der Geologischen Technischen Schule von Nowotscherkassk ab.
Nach dem Wehrdienst in der Sowjetarmee zog er nach Leningrad, arbeitete als Aufseher im Wohnheim des Leningrader Bergbauinstituts (LBI), dann als Leiter der Wirtschaftsabteilung des LBI. 1977–1982 studierte er dort und schloss 1982 mit Auszeichnung an der Fakultät für geologische Forschung mit einem Abschluss in Technologie und Ausrüstung für die Erkundung von Mineralien ab.

### Karriere in Wissenschaft und Politik
Litwinenko blieb in der Graduiertenschule in der Abteilung "Technologie und Technologie von Bohrlöchern". Im Jahr 1982 machte er seinen Abschluss und arbeitete fortan in Erkundungsaufträgen.
Von 1984 bis 1986 war er Vize-Rektor für administrative und wirtschaftliche Arbeit des Leningrader Bergbauinstituts. Er arbeitete gleichzeitig als Lehrer. Zwischen 1986 und  1994 war er Vizerektor des Bergbauinstituts für wirtschaftliche und kommerzielle Außenwirtschaft.
1987 verteidigte er seine Dissertation und legte 1992 seine Doktorarbeit und Habilitation ab. Ab Juni 1994 (mit 39 Jahren) wurde er zum Rektor des Leningrader Bergbauinstituts gewählt. 2011, 2012 und 2016 wurde das Institut umbenannt, zuletzt in St. Petersburger Bergbau-Universität.
1996 beaufsichtigte er Wladimir Putins Dissertationsarbeit, zum Thema Strategische Planung der Reproduktion der Mineral- und Rohstoffbasis der Region unter den Bedingungen der Bildung von Marktbeziehungen, die angeblich eine Auftragsarbeit war. Nach Putins Promotion wurde er zum Rektor gewählt und dann erneut – im April 1999, Mai 2004, April 2009, April 2014. Er übt das Amt immer noch aus. Auch in dieser Zeit verteidigten einige prominente Politiker aus dem nahen Umfeld Putins ihre Dissertationen, z. B. Igor I. Setschin, Wiktor A. Subkow. In beiden Fällen vermutet man ähnlich zweifelhafte Abläufe wie bei Putin.
2000, 2004 und 2012 war Litwinenko Putins politischer leitender Wahlkampfmanager. Am 11. Juni 2014 erhielt er die Ehrendoktorwürde der TU Bergakademie Freiberg, Sachsen, Deutschland.

### Oligarchenkarriere
Litwinenko besitzt 19,35 % der Aktien von PhosAgro, dem größten Düngemittelhersteller in Europa. Die firmeneigene arktische Phosphatmine gehörte einmal bis zu seiner Verhaftung überwiegend Michail Chodorkowski. Sein Anteil ging quasi auf Litwinenko über. Litwinenko behauptet, dass er 2004 für seine Beratungstätigkeit in Aktien bezahlt wurde und dass dies "keinen Gesetzen widersprach".
PhosAgro wurde im Juli 2011 an der Londoner Börse (London Stock Exchange) gehandelt, und Litwinenko wurde als Vorsitzender unter den neuen Eigentümern aufgeführt. Als Litwinenko nur 15 % hielt, waren seine Aktien etwa 260 Millionen US-Dollar wert. Im April 2014 erwarb er weitere 4,9 % von Andrei Gurjew, der das Unternehmen kontrolliert, für 269 Millionen US-Dollar.

### Privatleben
Verbessern
Ehefrau: Tatjana Petrowna Litwinenko, geb. Klowanitsch,* 1958.
Litwinenko hat eine 1983 geborene Tochter Olga.. Im Mai 2010 kümmerten sich Vater Wladimir und seine Frau um Olgas Tochter Ester-Maria (* 2009) und weigerten sich dann, sie Olga zurückzugeben. Olga hat dies als Entführung angesehen und ein Gerichtsverfahren eingeleitet, um ihre Tochter zurückzubekommen. Olga beschreibt ihren Vater als „den reichsten Rektor in Russland“ und einen „Russischen Oligarchen“. Als Olga im Sommer 2011 aus Russland floh, meldete Wladimir der Polizei, Olga und ihr anderer Sohn Mikhail seien entführt worden. Das Vermögen seiner Tochter wurde eingefroren. Laut Olga wurden alle Anwälte, die sie verteidigen, verhaftet und verurteilt.